# Совєтський (Нюксенський район)
Совє́тський (рос. Советский) — хутір у складі Нюксенського району Вологодської області, Росія. Входить до складу Нюксенського сільського поселення.

## Населення
Населення — 1 особа (2010; 0 у 2002).
Національний склад (станом на 2002 рік):
- росіяни — 100 %